# 腾讯视频
腾讯视频是腾讯推出的在线视频媒体平台。2011年4月上线测试，使用域名为原腾讯播客域名，原腾讯网络直播电视QQLive已被撤并至该平台。旗下有子公司企鵝影視。

## 劇場
| 成立時間 | 劇場名稱 | 作品           |
| 2023年   | X 劇場   | 《漫长的季节》 |

## 剧集（首播）
不列卫视上星首播同步
- 我为宫狂
- 快乐Elife
- 美人季

- 探灵档案
- 腾空的日子
- 冰箱少女
- 暗黑者第一季
- 微时代
- 四大萌捕
- 怪咖啡
- 妻妾成群
- 我为宫狂2

- 逆光之恋
- 名侦探狄仁杰
- 少年志
- 超级大英雄
- 我是男神
- 流泪花园
- 十夜谈
- 暗黑者第二季
- 红色青橄榄
- 逆袭之爱上情敌
- 大俠黃飛鴻
- 超能写手
- 乡村爱情浪漫曲
- 鸟人
- 老炮儿

- 糖小姐探案集
- 老板来了
- 世界辣么大
- 守护者
- 重生之名流巨星
- 缘来幸福
- 我的奇妙男友
- 菜鸟阎王
- 深井食堂
- 富贵逼人
- 吉祥天宝
- 大仙衙门
- 六扇门
- 聊宅：超能姐姐大作战
- 一起同过窗
- 女娲成长日记
- 饮食男女第四部
- 我的辣妹保镖
- 槑头槑脑第一季
- 中国散伙人
- 疯狂天后第一季
- 超星星学园
- 陈二狗的妖孽人生第一季
- 定制幸福
- 实习侠
- 饮食男女第五部
- 微能力者
- 薛定谔的猫
- 每个人都有秘密
- 陈二狗的妖孽人生第二季
- 花飞尽、归不归
- 夜活儿
- 青云志Ⅱ
- 鬼吹灯之精绝古城
- 整容攻略
- 电竞纪元

- 饮食男女第六部
- 恶魔少爷别吻我第一季
- 小戏骨：花木兰
- 昆仑阙之前世今生
- 小戏骨：西游记红孩儿
- 我的仙界学院
- 我的室友是狐仙
- 愉此一生
- 约会恋爱究竟是什么
- 火线出击
- 乡村爱情进行曲(下部)
- 幻城凡世
- 恶魔少爷别吻我第二季
- 小戏骨降妖记
- 神兽麻将馆
- 问题餐厅
- 不可思议的德哥
- 狐狸的夏天
- 网红猎人
- 心理师
- 龙珠传奇
- 丁丁小姐
- 末法王座
- 我女朋友的男朋友第一季
- 逆袭之星途璀璨
- 我的真芯男友
- 杀不死
- 少年有点酷第一季
- 红门兄弟
- 双世宠妃
- 槑头槑脑第二季
- 鬼吹灯之黄皮子坟
- 小戏骨：我要当红军
- 我女朋友的男朋友第二季
- 少年有点酷第二季
- 无心法师II
- 异地恋
- 青春最好时
- 威比斯达莱昂
- 威比斯达雷诺
- 小戏骨：放开那三国
- 大王不容易
- 神精学妹第一季
- 班长大人第一季
- 使徒行者2（港剧）
- 神精学妹第二季
- 爱你一万年
- 小戏骨：红楼梦之刘姥姥进大观园
- 小五当官
- 班长大人第二季
- 开封奇谈
- 独步天下
- 致我们单纯的小美好
- 海上牧云记
- 溏心風暴3（港剧）
- 梁山伯与祝英台新传
- 国士无双黄飞鸿
- 龙日一，你死定了第一季
- 柒个我
- 花落宫廷错流年第一季
- 不负如来不负卿

- 花落宫廷错流年第二季
- 龙日一，你死定了第二季
- 国民老公
- 警犬来啦
- 幸福，近在咫尺
- 变身女友
- 幽兰湖之御厨驾到第一季
- 乡村爱情协奏曲（上）
- 独孤天下
- 槑头槑脑第三季
- 新笑傲江湖
- 人生若如初相见
- 幽兰湖之御厨驾到第二季
- 乡村爱情协奏曲（下）
- 三国机密之潜龙在渊
- 雷霆战警
- 忽而，今夏
- 小戏骨：水浒传
- 小戏骨八仙过海
- 萌妻食神
- 暧昧侦探
- 哦！我的皇帝陛下第一季
- 恋爱脱线时
- 远大前程双龙会
- 小戏骨：包青天之秦香莲与陈世美
- 结爱·千岁大人的初恋／结爱
- 念念
- 哦！我的皇帝陛下第二季
- 东方华尔街
- 宮心計2深宮計（港剧）
- 骨语
- 我的女友要上天
- 来自海洋的你
- 来到你的世界
- 精诚的心／精诚的心群英传奇
- 快把我哥带走
- 素手遮天
- 重返二十岁
- 沙海
- 限定24小时
- 惹上冷殿下
- 法医秦明之幸存者
- 夜天子
- 如懿传
- 高兴遇见你
- 斗破苍穹
- 混世小魔头
- 那抹属于我的星光
- 倾世妖颜
- 盛唐幻夜
- 双世宠妃II
- 我的美女老师第二季
- 将夜
- 千门江湖之诡面疑云
- 我家徒弟又挂了
- 人不彪悍枉少年
- 我的恶魔少爷
- 小哥哥有妖气
- 我的青春也灿烂
- 喜欢你时风好甜
- 大约是爱
- 浪漫星星
- 古董局中局
- 勇往直前恋上你

- 心冤
- 怒晴湘西
- 八分钟的温暖
- 独孤皇后
- 倚天屠龙记
- 大唐魔盗团
- 小伶魔法世界
- 冷案
- 大宋北斗司
- 玛丽学园
- 夜空中最闪亮的星
- 暗黑者第三季
- 铁探（港剧）
- 致我们暖暖的小时光
- 爱上你，治愈我
- 绅探
- 我只喜欢你
- 听雪楼
- 何人生还
- 白发
- 凤弈
- 班长“殿下”
- 怒海潜沙&秦岭神树
- 暗恋橘生淮南
- 我心深触
- 火爆天王
- 陈情令
- 神犬小七3
- 请赐我一双翅膀
- 天真派西游记
- 舞法天女绚彩归来
- 全职高手
- 极限17：羽你同行
- 外星女生柴小七
- 金斩，有何贵干？
- 走进你的记忆
- 九千米爱情
- 极限17：滑魂
- 遍地阳光
- 国民老公2
- 飞行少年
- 极限17：扣杀
- 外貌至上主义
- 不负时光
- 别碰我心底的小柔软
- 学警旋风
- 满满喜欢你
- 明月照我心
- 彩虹的重力
- 没有秘密的你
- 时空来电
- 白狐的人生
- 爱的着陆
- 从前有座灵剑山
- 异域档案之暹罗密码
- 庆余年第一季
- 青春抛物线
- 你是我的奇迹
- 反骗天下
- 不知东方既白
- 惹不起的殿下大人
- 梦回
- 边境线之冷焰

- 蓬莱间
- 拳拳四重奏
- 将夜2
- 三生三世枕上书
- 刘老根3
- 奈何BOSS要娶我第二季
- 大唐女法医
- 特工别闹
- 无心法师III
- 九州·天空城II
- 忘记你，记得爱情
- 抬头有星光
- 不完美的她
- 清风明月佳人
- 龙岭迷窟
- 我是余欢水
- 致我們甜甜的小美滿
- 长安少年行
- 彼岸花
- 快乐520
- 好妻子
- 古董局中局之鉴墨寻瓷
- 暖暖，请多指教
- 长相守
- 传闻中的陈芊芊
- 嗨友记
- 酋长的男人
- 月上重火
- 当个大小姐真难
- 你是我的命中注定
- 少年游之一寸相思
- 狼殿下
- 凤归四时歌
- 时间倒数遇见你
- 不说谎恋人
- 锦绣南歌
- 战毒（港剧）
- 奇幻仙踪
- 穿越火线
- 且听凤鸣
- 女世子
- 摩天大楼
- 手心世界
- 少女大人
- 仲夏满天心
- 拾光里的我们
- 谋局
- 长安诺
- 我，喜欢你
- 沉默不语的顾小姐
- 浮世双娇传
- 甜了青梅配竹马
- 使徒行者3（港剧）
- 九流霸主
- 亲爱的设计师
- 星空救援队
- 谁是大灰狼
- 以父之名
- 兄台请留步
- 有翡
- 好想和你在一起
- 情深缘起
- 今夕何夕
- 焕脸
- 浪花男神
- 小风暴之时间的玫瑰
- 潜梦追凶
- 亲爱的续杯
- 百岁之好一言为定
- 黑白禁区
- 少爷与我的罗曼史
- 武林秘案之美人图鉴

- 世界上最动听的你
- 我的小确幸
- 我就是这般女子
- 暗恋橘生淮南
- 陀槍師姐2021（港剧）
- 英雄觉醒
- 玲珑
- 斗罗大陆
- 锦心似玉
- 長歌行
- 乌鸦小姐与蜥蜴先生
- 遇龙
- 千古玦尘
- 你是我的荣耀
- 斛珠夫人
- 镜·双城
- 雪中悍刀行

- 嫣语赋
- 特戰荣耀
- 狮子山下的故事（港剧）
- 星漢燦爛
- 崑崙神宮
- 愛的二八定律
- 女法医JD（港剧）

- 三体
- 漫长的季节

- 玉骨遙

## 綜藝節目（首播）
- 你正常嗎
- 侣行
- 口紅王子 (中國版)
- 吐槽大会
- 奇遇人生
- 拜託了冰箱 (中國版)
- 放开我北鼻
- 明日之子
- 火箭少女101研究所
- 由你音樂榜樣
- 約吧！大明星
- 风味人间
- 王者出击
- 脑力男人时代

- 闺蜜的完美旅行
- 吐槽大会2
- 創造101
- 拜託了冰箱 (中國版)4
- 心动的信号
- 脱口秀大会
- 明日之子 (第二季)
- 由你音樂榜樣
- 潮音战纪

- 橫衝直撞20歲
- 吐槽大会3
- 即刻电音
- 我和我的經紀人
- 創造營2019
- 脱口秀大会2
- 明日之子水晶时代
- 拜託了冰箱 (中國版)5
- 心动的信号 (第二季)
- 篮板青春
- 合唱吧！300
- 超新星運動會2
- 忘不了餐厅
- 令人心动的offer
- 演员请就位 (第一季)
- 我要打篮球
- 极限青春

- 创造营2020
- 橫衝直撞20歲 (第二季)
- 吐槽大会4
- 炙熱的我們
- 讓生活好看
- 忘不了餐厅2
- 心动的信号 (第三季)
- 拜託了冰箱 (中國版)6
- 超新星運動會3
- 明日之子SUPER BAND
- 德雲鬥笑社
- 認真的嘎嘎們
- 脱口秀大会3
- 平行時空遇見你
- 令人心动的offer (第二季)
- 演员请就位 (第二季)
- 聽見她說
- 哈哈哈哈哈

- 家族年年年夜FAN2021
- 創造營2021
- 吐槽大会5
- 姐姐妹妹的武馆
- 恰好是少年
- 五十公里桃花坞
- 拜託了冰箱 (中國版)7
- 讓生活好看2
- 心动的信号 (第四季)
- 黑怕女孩
- 脱口秀大会4
- 明日創作計劃
- 篮板青春2
- 奇遇·人間角落
- 德雲鬥笑社2
- 超新星運動會4
- 令人心动的offer (第三季)
- 毛雪汪
- 導演請指教
- 大伙之家
- 哈哈哈哈哈第二季
- 仅一日可恋
- 忘不了农场
- 半熟恋人 (第一季)

- 閃亮的日子
- 家族年年年夜FAN2022
- 一往无前的蓝
- 新游記
- 灿烂的前行
- 开始推理吧
- 是很熟的味道呀
- 怎么办！脱口秀专场
- 战至巅峰
- 五十公里桃花坞2
- 爱情这件小事
- 登录圆鱼洲
- 她的心动周末
- 令人心跳的舞台
- 心动的信号 (第五季)
- 跃上高阶职场
- 沸騰校園
- 脱口秀大会5
- 来看我们的演唱会
- 令人心动的offer (第四季)

- 展开说说
- 半熟恋人 (第二季)
- 偶然的煮意
- 5哈3
- 好友好有爱
- 花花环游记
- 当燃青春
- 光露營就很忙了
- 五十公里桃花坞3
- 朋友请吃饭
- 少年行
- 战至巅峰2
- 舞台2023
- 心动的信号 (第六季)
- 现在就出发
- 童话
- 令人心动的offer (第五季)
- 我可以47
- 开始跳舞吧
- 咖菲店营业中
- 美颜大师
- 炙愛之戰
- 2023騰訊視頻星光大賞

- 創造營亞洲
- 一万元舞台
- 半熟恋人 (第三季)
- 平衡大作战
- 百分百歌手
- 5哈4
- 好友好有爱 (第二季)
- 一路长大
- 轻轻松松喜剧节
- 开始推理吧 (第二季)
- 势均力敌的我们
- 非常敢想队
- 五十公里桃花坞4
- 朋友请吃饭2
- 喜人奇妙夜
- 奔赴万人现场
- 焕新环游传
- 鲜活唱游团
- 有秘密的我们
- 超新星運動會5
- 脱口秀和Ta的朋友们
- 战至巅峰3
- 心动的信号 (第七季)
- 令人心动的offer (第六季)
- 有歌2024
- 喜剧大会
- 现在就出发2
- 我们的恋爱合约
- 团建不能停
- 至爱的亲爱的
- 太阳市集
- 单排喜剧大赛

- 2024騰訊視頻星光大賞
- 有你的恋歌
- 鬥笑社3
- 創造營亞洲第二季
- 演员请就位 (第三季)
- 进步班
- 百分百歌手·对战季
- 半熟恋人 (第四季)
- 5哈5
- 开始推理吧 (第三季)
- 一见你就笑
- 非日常恋爱
- 恋恋不忘的我们
- 五十公里桃花坞5
- 朋友请吃饭3
- 旷野星球
- 讓我來唱
- 脱口秀和Ta的朋友们2
- 一饭封神
- 出发吧唱游团
- 出去一下 What A Trip
- 战至巅峰4
- 地球超新鲜
- 心动的信号 (第八季)
- 喜人奇妙夜2
- 现在就出发3
- 令人心动的offer (第七季)

## 体育业务
腾讯体育业务目前是由腾讯视频负责。2015年初，NBA和腾讯体育签约五年独家合作，每年的版权费高达1亿美元。2016年，腾讯与国际篮球联合会合作，成为FIBA全球顶级合作伙伴，获得中国大陆FIBA旗下60项赛事、共3000场以上的篮球赛事直播权及分销权。2020年腾讯体育与NBA再次续约，作为NBA中国大陆数字媒体独家官方合作伙伴。2022年，腾讯内部已发放《关于OVBU体育业务部组织架构调整的通知》，对腾讯旗下体育业务进行调整。！

## 代言人
2021年2月6日，騰訊視頻首度公佈有8名藝人將作為其官方代言人或福利代言官。
☆代表在同年7月29日起同時身兼騰訊視頻海外版WeTV代言人的名銜。

### 現任
- 趙麗穎（2021年2月6日 - ）
- 楊紫（2021年2月6日 - ）
- 肖戰（2021年2月6日 - ）
- 楊冪（2021年2月6日 - ）
- 楊洋（2021年2月6日 - ）
- 迪麗熱巴（2021年2月6日 - ）
- 楊超越（福利代言官，2021年2月6日 - ）

騰訊視頻国际版WeTV
- ☆肖戰（2021年7月29日 - ）
- ☆楊冪（2021年7月29日 - ）
- ☆楊洋（2021年7月29日 - ）
- ☆迪麗熱巴（2021年7月29日 - ）
- 赵露思（2023年9月19日 - ）
- 许凯（2023年11月23日 - ）

### 過去
- 吳亦凡（2021年2月6日 - 2021年7月19日，因捲入性醜聞事件被终止合作[8]）

## 争议

### 報導誤植死亡人數
2019年8月12日，时值台风利奇马掠袭中国大陆的山东省，腾讯视频的一则推送视频的文案发生纰漏，称“台风利奇马已致全省人死亡”，引发争议。事后腾讯视频主动道歉。

### 東奧進場轉播插曲
2021年7月23日，騰訊視頻轉播東奧開幕式，畫面帶到中華台北隊進場之際，瞬間切換成脫口秀演員龐博的節目，觀眾紛紛發送彈幕洗版怒罵，不料畫面再度切回開幕式時，中国队已進場完畢，此舉引起眾多中國大陸觀眾的不滿。

## 审查与限制

### 台湾
2019年4月，因台灣現有法令不允許中國大陸OTT業者在台上架，因此騰訊視頻遵循愛奇藝模式，透過成立香港的意像未來投資(香港)有限公司，再委託任風媒體科技股份有限公司作為台灣的代理公司進入台灣市場。但其代理商或伺服器規避台灣法規，行政院表示將研擬相關處理。
2020年8月19日，中華民國經濟部商務司宣佈根據《台灣地區與大陸地區人民關係條例》有關條例，將循代理商在台灣落地的大陸OTT平台納入商業禁止項目表，目前在台灣營運的愛奇藝和騰訊WeTV繼續營運須在該公告預告期的14日內（9月1日起）停止營運，否則會被中華民國國家通訊傳播委員會依《關係條例》規定處新台幣5萬元以上、500 萬元以下罰鍰，並得限期命其停止或改正；屆期不停止或改正者，將連續處罰。
不過此次的懲罰帶來的結果，只是任風媒體科技股份有限公司不能作為代理公司繼續營運WeTV在台灣的事務，用戶今後對於使用上的問題回饋都將直接轉至騰訊總部。但對於使用層面而言，WeTV本身在台灣的服務並未就此結束，實際上WeTV在台灣境內皆可正常使用。在此之後WeTV甚至推出台灣本地自製原創劇集《We Best Love》，故WeTV並未實質被台灣政府封殺。

### 印度
2022年2月，处于“安全考虑”，印度政府宣布禁止了54款大陸手機App，其中包括騰訊、阿里巴巴、網易旗下的產品，WeTV India随即停止运作。

## 合作伙伴
- CHANGE2561[14]